# Résolution 67 du Conseil de sécurité des Nations unies
Membres permanents
- Chine
- États-Unis
- France
- Royaume-Uni
- URSS

Membres non permanents
- Argentine
- Canada
- Cuba
- Égypte
- Norvège
- RSS d'Ukraine

Résolution no 66 Résolution no 68
La résolution 67 du Conseil de sécurité des Nations unies  est une résolution du Conseil de sécurité des Nations unies adoptée le 28 janvier 1949.
Cette résolution, la première de l'année 1949, relative à la question indonésienne, considérant que les résolutions 63 et 64 n'ont pas été intégralement observées, et que le maintien de forces armées des Pays-Bas sur le territoire de la république d'Indonésie est incompatible avec la résolution de la question ; notant que les parties s'en tiennent au contenu des accords de Renville et que les Pays-Bas proposent de transférer sa souveraineté aux États-Unis d'Indonésie en 1950, invite le gouvernement des Pays-Bas à
- cesser immédiatement les opérations militaires ;
- libérer les prisonniers politiques.

Elle recommande l'ouverture de négociations en vue d'atteindre les objectifs exprimés par les deux parties en tenant compte :
- que ces négociations doivent conduire à la création d'un gouvernement fédéral provisoire indonésien,
- que des élections en vue de choisir les représentants d'une assemblée constituante doivent se dérouler en 1949,
- du fait que le transfert de souveraineté doit être effectif avant le 1er juillet 1949.

La résolution a été adoptée.

## Texte
- Résolution 67 sur fr.wikisource.org
- Résolution 67 sur en.wikisource.org